# ロケット・マン (エルトン・ジョンの曲)
「ロケット・マン」（Rocket Man (I Think It's Going to Be a Long, Long Time)）は、エルトン・ジョンが1972年に発表した楽曲。全英シングルチャートで2位を記録した。

## 概要
レイ・ブラッドベリの短編集『刺青の男』（1951年）に収録された短編「The Rocket Man」に影響を受けて書かれたと言われる。アメリカのサイケデリック・フォーク・グループ、パールズ・ビフォー・スワイン（Pearls Before Swine）が1970年に発表したアルバム『The Use of Ashes』に、ブラッドベリの短編を元にした「Rocket Man」という曲が収められており、バーニー・トーピンはこの曲からも直接的な影響を受けたとビルボード誌のインタビューで答えている。また詞の内容は、ガス・ダッジョンがプロデュースしたデヴィッド・ボウイの1969年のシングル「スペイス・オディティ」のテーマとも呼応している。
火星に向けて一人で旅立った宇宙飛行士の複雑な心境が吐露されており、「火星は子供を育てるようなところじゃない／実際すさまじく寒いところだし／子供を育てようなんて考える者はここにはいない／科学を全部分かっているわけじゃないが／これが僕の仕事なんだ／週に5日の仕事／僕はロケット・マンさ／たった一人、宇宙でいつか燃え尽きてしまう」と歌われている。
シングル盤は、1972年3月3日に発売され、7月15日付のBillboard Hot 100で最高6位を記録し、同誌の1974年の年間チャート40位を記録した。イギリスでは2位、カナダでは8位、アイルランドでは6位を記録した。
本作は、エルトンのライブの定番曲となっている。1974年11月28日にニューヨーク市のマディソン・スクエア・ガーデンで開催されたライブ音源が、1976年に発売されたライブ・アルバム『ヒア・アンド・ゼア〜ライブ・イン・ロンドン&N.Y.』に収録されている。
「ローリング・ストーンの選ぶオールタイム・グレイテスト・ソング500」においては、2004年版で242位、2010年版で245位、2021年版で149位にランクされている。

## 米国盤のシングル収録曲
本国盤と米国盤のB面は異なる。
| 全作詞: バーニー・トーピン、全作曲: エルトン・ジョン。 |                                |                    |                  |      |
| #                                                      | タイトル                       | 作詞               | 作曲・編曲       | 時間 |
| 1.                                                     | 「ロケット・マン」(Rocket Man) | バーニー・トーピン | エルトン・ジョン | 4:38 |
| 2.                                                     | 「スージィ」(Suzie (Dramas))   | バーニー・トーピン | エルトン・ジョン | 3:21 |
| 合計時間:                                              | 合計時間:                      | 7:59               |                  |      |

2003年よりユニバーサル ミュージック グループより12インチシングル盤（プロモーション用）とマキシシングルがリリースされた。
- A：「Rocket Man (KDME remix)」
- B1：「Rocket Man 03」
- B2：「Rocket Man (Royal Garden's Radio mix)」

## パーソネル
- エルトン・ジョン - ピアノ、リード・ボーカル
- デイヴィー・ジョンストン（英語版） - スライドギター、アコースティック・ギター、バッキング・ボーカル
- ディー・マレイ（英語版） - ベース、バッキング・ボーカル
- ナイジェル・オルソン（英語版） - ドラムス、バッキング・ボーカル
- デヴィッド・ヘンツェル - シンセサイザー（ARP製）

## カバー・バージョン
- 1991年にケイト・ブッシュによるカバー・バージョンが「キャンドル・イン・ザ・ウインド」との両A面シングルとしてリリースされた。全英シングルチャートで12位[5]、ビルボード誌が発表したオルタナティヴ・ソングスで11位を獲得した。
- ミー・ファースト・アンド・ザ・ギミー・ギミーズは、1997年に発売したデビュー・アルバム『Have a Ball』において、パンク・ロック調にカバーした音源を収録している。
- ダフネ・ルービン＝ヴェガは2003年にダンス・バージョンを発表し、クラブプレイチャート入りを果たした[12]。
- ヤング・サグが2018年に発売したEP『On the Rvn』に収録の「High」において、本作をサンプリングしている。ヤング・サグのファンであるエルトンはこの曲を認めている[13]。
- 2019年に公開されたエルトンの伝記映画『ロケットマン』では、タロン・エガートンによるカバー・バージョンが使用された。

## メディアでの使用
「ロケット・マン」は、多数の映画作品で使用されている。
- 『ザ・ロック』（1996年）
- 『ロケットマン（英語版）』（1997年）
- 『ラスト・リミッツ 栄光なきアスリート』（1998年）
- 『光の旅人 K-PAX』（2001年）
- 『庭から昇ったロケット雲』（2006年）
- 『キングスマン:ゴールデン・サークル』（2017年）
- 『バトル・オブ・ザ・セクシーズ』（2017年）
- 『ロケットマン』（2019年、タロン・エガートン歌唱バージョン）